# Sergio Marqués
Pour les articles homonymes, voir Marques (homonymie).
Sergio Rutilio José Marqués Fernández, né le 4 août 1946 à Gijón et mort le 8 mai 2012 à Gijón, est un homme politique espagnol de centre droit.
Il est président de la principauté des Asturies entre 1995 et 1999.

## Biographie

### Formation et parcours professionnel
Il étudie le droit à l'université d'Oviedo, où il passe sa licence. En 1972, il s'inscrit aux barreaux d'Oviedo et de Gijón, commençant une carrière d'avocat.
Il devient, l'année suivante, chef d'une entreprise de mécanique sidérurgique à Gijón. Membre de l'Alliance populaire (AP) à partir de 1977, il quitte les Asturies deux ans plus tard pour poursuivre sa carrière. Il exerce ainsi des activités industrielles et commerciales en Amérique latine, ainsi qu'en Catalogne.

### Débuts et ascension politiques
Il s'installe de nouveau à Gijón en 1985. À peine deux ans plus tard, au cours de l'élection régionale du 10 juin 1987, il est élu député à la Junte générale des Asturies.
Réélu le 26 mai 1991, il est désigné président de la commission des Finances, de l'Économie et des Budgets. Il est nommé vice-président régional du Parti populaire (PP) en septembre 1993, puis porte-parole de son groupe parlementaire, alors dans l'opposition, dès le mois d'octobre suivant.

### Président des Asturies
Pour l'élection régionale du 28 mai 1995, il prend la suite d'Isidro Fernández Rozada en tant que chef de file du PP. Sa formation parvient à totaliser 42,5 % des voix et 21 députés sur 45. Si c'est la première fois que le centre droit s'impose depuis 1983, il ne dispose que d'une majorité relative.
Cependant, du fait de la division des partis de gauche, Sergio Marqués est investi président de la principauté des Asturies le 10 juillet suivant, par 21 voix contre 17 au socialiste Antonio Trevín et 7 abstentions. C'est la première fois que le centre droit gouverne les Asturies.

### L'étape régionaliste: l'URAS
Il est suspendu du Parti populaire le 7 août 1998, après plusieurs semaines de conflit avec le premier vice-président du gouvernement et ministre de la Présidence, Francisco Álvarez-Cascos. Ses partisans quittent à leur tour le PP et annoncent le 23 novembre suivant la fondation d'un nouveau parti, régionaliste, libéral et centriste.
L'Union rénovatrice asturienne (URAS) est officiellement déposée le 14 décembre. Il en devient membre le 20 février. Une semaine plus tard seulement, Sergio Marqués est proclamé président du parti et chef de file pour l'élection régionale du 13 juin, par 546 voix pour, 2 blancs et 4 nuls lors du congrès fondateur.
Avec un score de seulement 7,2 % des voix, l'URAS doit se contenter de 3 députés sur 45. Les socialistes disposant d'une majorité absolue, il cède le pouvoir dès le 21 juillet à Vicente Álvarez Areces. Le scrutin suivant, organisé le 25 mai 2003, voit le parti s'effondrer à 2,8 % et perdre sa représentation parlementaire.
Aussi, en novembre 2004, il participe avec Xuan Xosé Sánchez, du Parti asturianiste (PAS), à la constitution d'une coalition, l'Union asturianiste.

### Fin de carrière
Cette alliance est un échec puisqu'elle totalise seulement 2,2 % des suffrages exprimés et échoue à entrer à la Junte générale au cours de l'élection du 27 mai 2007. Sergio Marqués décide alors de se retirer de la vie politique et abandonne, en novembre suivant, la présidence de l'URAS. Il reprend ainsi son activité d'avocat.
Le matin du 8 mai 2012, il est victime d'un infarctus du myocarde alors qu'il entre dans son bureau de Gijón. Les médecins de l'hôpital où il est transporté ne parviennent pas à le ranimer et il meurt à l'âge de 65 ans.

### Vie privée
Il est marié et père de quatre enfants.